# Pseudoamphithoides bacescui
Pseudoamphithoides bacescui är en kräftdjursart som beskrevs av Ortiz 1976. Pseudoamphithoides bacescui ingår i släktet Pseudoamphithoides och familjen Ampithoidae. Inga underarter finns listade i Catalogue of Life.